# リータ＝リーサ・ロポネン
リータ＝リーサ・ロポネン（Riitta-Liisa Roponen、旧姓ラッシラLassila、1978年5月6日 - ）は、フィンランド、北ポフヤンマー県ハウキプダス出身のクロスカントリースキー選手。

## プロフィール
2002年ソルトレークシティオリンピックに初出場、パシュート19位、個人スプリント36位、リレー7位となった。2003年ノルディックスキー世界選手権ではパシュート41位、30km35位。この後産休に入り2004年に長女を出産した。
2005年ノルディックスキー世界選手権10km12位、2x7.5kmパシュート8位、4×5kmリレー5位、ピルヨ・マンニネンと組んだチームスプリントでは銀メダルを獲得した。
2006年トリノオリンピックでは 4×5kmリレー7位、2x7.5kmパシュート13位、30km23位、10km35位に終わったが、2007年ノルディックスキー世界選手権ではチームスプリントと4×5kmリレーで金メダルを獲得し、パシュートも5位、10km7位と活躍を見せた。 
2009年ノルディックスキー世界選手権では4×5kmリレーで2大会連続となる金メダルを獲得。2010年バンクーバーオリンピックと2011年ノルディックスキー世界選手権ではいずれも4×5kmリレーで銅メダルを獲得した。
2011-2012シーズン終了時点でクロスカントリースキー・ワールドカップ通算1勝（2位2回、3位2回）、総合では2006-2007シーズンの6位が最高位。
夫はバイアスロンの元フィンランドチームコーチで現在彼女のパーソナルコーチであるトニ・ロポネン(Toni Roponen)。